# Хиподрум (Константинопол)
Хиподрумът на Константинопол (на гръцки: Ιππόδρομος της Κωνσταντινούπολης) е римски хиподрум, спортно и социално средище на Константинопол, столицата на Византия. Днес, приблизително с оригиналните план и размери, това е площад „Султан Ахмет“ (Sultanahmet Meydanı) в Истанбул, на който са запазени само някои елементи от оригиналния Хиподрум. Запазени са два обелиска и разрушената Змийска колона. Построен е още в древността, когато надбягванията с коне и колесници са популярно забавление и хиподрумите са често срещани в градовете от елинистичната епоха.

## История
Завършен от Константин I Велики през 330 г., той е най-големият в античния свят.
Строителството на Хиподрума е започнато от римския император Септимий Север през 203 г., когато градът се нарича с античното си име Византион. Император Константин го разширява и украсява между 325 г. и 330 г., по подобие на Циркус Максимус в Рим. Разположен непосредствено до Големия императорски дворец, той има внушителни размери: 400 метра дължина и 120 метра ширина, с 40 реда седалки за зрителите, които достигали 100 000 души. При строежа с цел изравняване са издигнати сводове на неравните места и под тях нощем течала вода :с. 16. По-късно други владетели, като Теодосий I значително го разкрасяват.
Първоначално – още от времето на Римската република – състезателите се разделяли на 4 отбора: Сини, Зелени, Червени и Бели, но към 6 век остават само два: Сини (Venetoi, венети) и Зелени (Prasinoi, прасини).. Тези сдружения (известни като "циркови партии") били признати от държавата и имали стройна структура: председател, чиновници, хазна, представители, конюшни, колесници, конезаводи, колесници и артисти, които да забавляват публиката в паузите. Всяка партия имала три отделни части: членове, които плащали членски внос и избирали представители; жокеи, които често олицетворявали самата партия; привърженици сред византийските граждани, които заемали определени места в Хиподрума:с. 10. На състезателната писта участвали различен брой колесници (квадриги) от всеки отбор, в зависимост какво е състезанието. Има състезания с 4, 8 и 12 квадриги. По време на състезанията с колесници се правят големи залагания.
През византийския период Хиподрумът е център на градския социален и обществен живот. Съперничеството между сини и зелени се преплита с политически и религиозни съперничества. Състезанията са не само спортни събития, но и един от редките случаи, когато императорът е срещал народа си. На Хиподрума понякога народът издигал призиви за намаление на цените на виното и сланината, друг път диктувал как да бъде кръстен престолонаследникът. Там според френския изследовател Шарл Дил:с. 25 „народът… в страшната си многочислена сила се явявал пред свой господар с живата си и променлива южна страст“. Често на Хиподрума се провеждат политически дискусии. Освен това за обикновените византийци това е място на свобода: там имат правото да се събират, акламират, хулят, ругаят. Никой монарх не направил грешката да отмени тези права, но императорите все пак си запазват правото да назначават водачите на партиите на събиращата се многолюдна публика.
Разгорещените привърженици на съперничещите си отбори често предизвикват размирици, преминаващи понякога в масови безредици и дори – приемащи характера на гражданска война. Хиподрумът е мястото, където по времето на Юстиниан I през януари 532 г. започва бунтът Ника, а след неговото жестоко потушаване, завършило с 30 000 убити и в хода на които са опожарени и разрушени много сгради, сред които втората Света София от времето на Теодосий II (настоящата сграда е построена от Юстиниан след въстанието). В резултат на това, състезанията биват прекратени. Впоследствие те са възобновени и продължават да се ползват с популярност (например при император Михаил III, който в края на управлението си редовно го посещавал) до началото на 13.ти век, но са постепенно заменени с рицарски турнири (особено обичани от император Мануил I Комнин).
Хиподрумът е и място за провеждане на публични екзекуции. През 1111 година там е изгорен на клада, пред многохилядна публика, известният лечител и богомилски ересиарх Василий Врач.
По време на Четвъртия кръстоносен поход Константинопол е разграбен и макар че Византия след това е възстановена, градът така и не достига предишното си великолепие. Сто години преди градът да падне в ръцете на османците вече няма надбягвания с колесници и Хиподрумът е в развалини. В една литография от XIV век се вижда, че още стоят изправени колоните на спината, налична е и императорската трибуна, докато стъпалата на амфитеатъра и портиците са отчасти разрушени. Сред грандиозните остатъци са изградени малки къщи :с. 37.
След превземането на Константинопол от османските турци, макар че градът става столица на Османската империя (вместо дотогавашният Одрин), Хиподрумът е зле поддържан и постепенно се разрушава, използван като кариера за строителен материал. Все пак мястото не е застроено и се използва за някои церемонии, като например целодневните празненства по обрязването на синовете на султан Ахмед III. Има османски миниатюри, които изобразяват Хиподрума със запазени седалки и паметници.
През 1826 г. сред останките от Хиподрума (преименуван на Ат мегдан) е извършена кървавата разправа на султан Махмуд II с разбунтувалите се, срещу създаването на редовна турска войска, предполагащо разпускането на техния корпус, 20 000 еничари. Великият везир на империята призовава еничарите да се приберат в казармите. След като те отказват да се подчинят, срещу тях са изпратени верни на султана войски, които блокират площада и избиват всички еничари. 

## Описание
Константинополският хиподрум подобно на Циркус Максимус и всички хиподруми от гръко-римската античност представлява голямо изравнено пространство, снабдено с амфитеатър за зрителите. Дълъг е около 300 м и широк между 60 и 80 м:с. 17.
Седалките за зрителите, покрити с мрамор, били разположени върху сводове, а не върху насипи, както е било обичайно. Можел да събере 60 000 души и поради това на него се провеждали не само спортни състезания, но и официални церемонии, военни паради, политически демонстрации и публични екзекуции. Централната спина била украсена с множество паметници и статуи, от които днес са запазени само три колони: Теодосиевата, Змийската и обелискът на Константин.
На тясната права страна срещу извития амфитеатър (sphendone) се издигат ложи за висшите сановници, отделенията за старт на колесниците (карцер), конюшните и административни постройки. Там е и императорската трибуна (катизма), издадена напред, няколко етажа над арената и свързана с двореца. Известно е, че императорският дворец е бил истинска крепост, оградена с назъбени стени. Така императорът можел да присъства на състезанията, без да напуска двореца и без да влиза в пряко съприкосновение с народа. На трибуната имало ложа с трон, заобиколена с ложите на висшите сановници. От техните ложи се слизало до издадена тераса, на която стояли имперските гвардейци с техните знамена. Императрицата, за разлика от императора, е наблюдавала състезанията от галериите и прозорците на църквата „Свети Стефан“, построена от император Константин между големия императорски дворец и трибуната:с. 19.
Сред украшенията на спината (според други автори са били отгоре на карцера или над императорската трибуна:с. 29) били и четирите бронзови коня, украсяващи днес катедралата Сан Марко. Те са част от плячката след превземането на Константинопол от кръстоносците през 1204 г.
Когато през 1529 г. френският пътешественик Ержил посещава Костантинопол, е наскърбен от разрушенията на Хиподрума – по земята са пръснати огромни колони, основите им на една страна, а капителите на друга. Гражданите ги използвали за нарязване на плочи за постилане на бани и на мраморни гюлета за артилерията :с. 38.

## Галерия
- Квадрига, украсявала императорската ложа на Хиподрума, днес в Сан Марко (Венеция).
- Основата на Теодосиевата колона: Теодосий I награждава победител с лавров венец от императорската ложа на Хиподрума.
- Основи на статуи на легендарния състезател Порфириос, Истанбулски археологически музей.
- Змийската бронзова колона на преден план и Теодосиевата колона на заден план
- Останки от извитата част Sphendone.